# Movimento San Isidro
Movimento San Isidro (também conhecido pela sigla MSI) é um movimento político e social, criado por um grupo de artistas e intelectuais que fazem parte da oposição cubana, ao partido comunista daquele país. Sediado em Havana, o MSI combina atividades de ativismo político com intervenções artísticas.

## História
O movimento desenvolveu-se a partir de dezembro de 2018 no interior da ilha, em resposta à entrada em vigor do Decreto nº 349, emitido pelo governo cubano no início daquele mês, que regulamenta as atividades artísticas e culturais no país.
Em novembro de 2020, o rapper Denis Solís, um dos fundadores do grupo, tornou público através de uma transmissão ao vivo no Facebook, o momento em que confronta e insulta um oficial da PNR (Polícia Nacional Revolucionária) em La Habana Vieja, onde reside, dizendo que este não tinha o direito de entrar em sua casa ou "assedia-lo". Posteriormente, no dia 9 daquele mês, foi preso pelas autoridades da Revolução Cubana e submetido a um processo judicial sob a acusação de desacato, que culminou na sentença de oito meses de prisão para o músico pelo Tribunal Provincial de Havana. Esse julgamento provocou uma série de reações, tanto nacionais quanto internacionais. O músico e membro do MSI Maykel Castillo iniciou greves de fome em várias ocasiões como protesto, que também incluiu períodos de greve de sede. Outras figuras públicas da oposição ao castrismo na arte e cultura aderiram a tal protesto, entre elas o jornalista Carlos Manuel Álvarez, juntamente com o artista e ativista político Luis Manuel Otero Alcántara.
Na noite de quinta-feira, 26 de novembro, a polícia expulsou quatorze jovens, seis dos quais estavam em greve de fome e numa vigília de uma semana para exigir a libertação do rapper Denis Solís González. De acordo com a mídia oficial, os serviços de mídia social, que são o principal canal de comunicação usado por este e outros grupos, foram temporariamente suspensos na ilha durante a operação policial. Em seguida, o site Razones de Cuba indicou que foi uma ação das autoridades sanitárias cubanas para certificar a violação do protocolo de saúde para viajantes internacionais pela pandemia de covid-19. Tal violação teria sido cometida por um cidadão cubano com residência mexicana chamado Carlos Manuel Álvarez Rodríguez, que depois de entrar em Cuba através do Aeroporto Internacional José Martí e declarar endereço diferente de onde estaria hospedado, decidiu se mudar para aquela casa. Em resposta à sua recusa em cumprir as medidas preventivas que se aplicam às pessoas do exterior, a PNR realizou a expulsão das pessoas que estavam no local.
Em 28 de novembro, o acesso às redes sociais em toda a ilha foi interrompido por vários momentos sem explicação pela empresa estatal de telecomunicações ETECSA. Uma manifestação pacífica de membros do MSI em frente ao Ministério da Cultura de Cuba, em Havana, resultou numa reunião entre o vice-ministro da Cultura, Fernando Rojas, com membros do grupo, a fim de chegar a acordos e diálogos sobre liberdade de expressão e outras questões relacionadas à democracia e aos direitos humanos no país.
O movimento tem o apoio público de diferentes ativistas da dissidência cubana, entre eles José Daniel Ferrer e o grupo de Damas de Branco.
Os protestos em Cuba em 2021, iniciaram-se no dia 11 daquele mês. As manifestações eclodiram em San Antonio de los Baños, perto de Havana, e Palma Soriano, na província de Santiago de Cuba, com pessoas cantando "Patria y Vida", uma canção que se tornou icônica para a oposição ao castrismo. O MSI convocou manifestação na avenida Malecón habanero, na capital. Tais protestos são considerados os maiores desde o Maleconazo, de 1994.

## Reações
- A CIDH (Corte Interamericana de Direitos Humanos) rejeitou a invasão na sede do movimento, chamando o procedimento e as prisões subsequentes de "arbitrárias". Também instou o Estado cubano a cumprir seus compromissos e obrigações em relação à concessão de garantias essenciais, ao cumprimento dos direitos humanos e ao devido processo legal.[14]
- O secretário de Estado dos EUA, Mike Pompeo, postou em sua conta no Twitter seu apoio ao Movimento San Isidro, além de pedir ao governo cubano que "cesse o assédio" contra o grupo, além de solicitar a libertação de Denis Solís.[15]
- A presidente do Subcomitê de Direitos Humanos do Parlamento Europeu, a eurodeputada socialista belga Marie Arena, expressou sua "profunda preocupação" com a situação dos manifestantes do movimento em greve de fome. Neste sentido, pediu às autoridades cubanas que dialoguem com os manifestantes.[16]